# Pierre Ngemdamdumwe

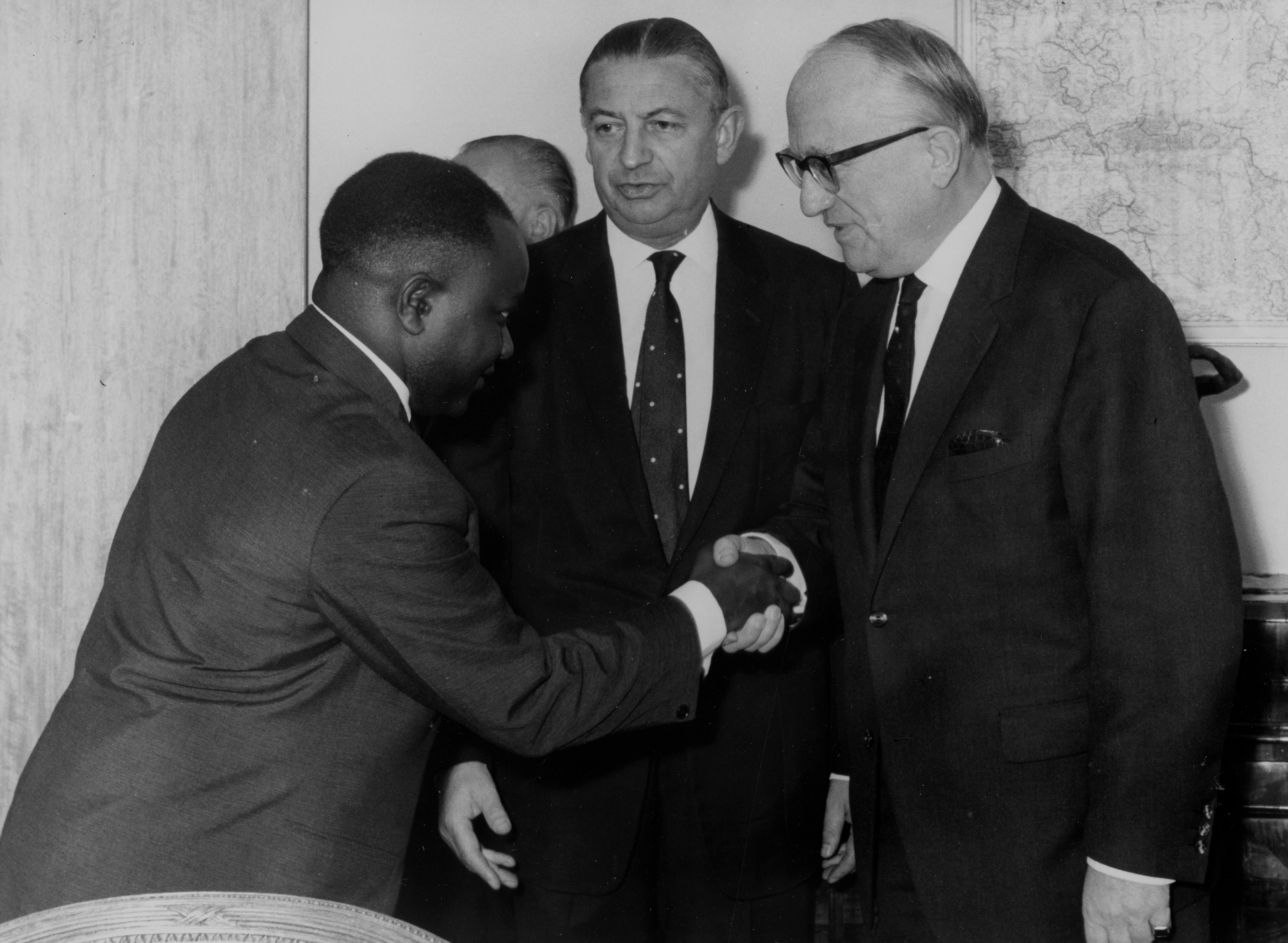
Pierre Ngemdamdumwe (links)

Pierre Ngemdamdumwe (1930 - 15 januari 1965) was twee keer minister-president van Burundi.
Ngemdamdumwe was een Hutu en volgeling van Louis Rwagasore. Hij werd gekozen door de koning (Mwami) Mwambutsa IV na het aftreden van Andre Muhirwa in juni 1963. Binnen een jaar kwam hij in conflict met de Mwami toen hij de Volksrepubliek China erkende en daarmee diplomatieke banden aanknoopte. Ngemadamdumwe werd op 7 januari 1965 wederom gevraagd om minister-president te worden, maar hij werd op 15 januari door een Rwandese Tutsi vermoord.